# Parapuã (ort)
Parapuã är en ort i Brasilien.   Den ligger i kommunen Parapuã och delstaten São Paulo, i den södra delen av landet, 700 km söder om huvudstaden Brasília. Parapuã ligger 440 meter över havet och antalet invånare är 10 844.
Terrängen runt Parapuã är platt, och sluttar norrut. Närmaste större samhälle är Osvaldo Cruz, 11,5 km väster om Parapuã.
Trakten runt Parapuã består i huvudsak av gräsmarker. Runt Parapuã är det ganska glesbefolkat, med 29 invånare per kvadratkilometer.